# Doctor Parnassus és a képzelet birodalma
A Doctor Parnassus és a képzelet birodalma  (The Imaginarium of Doctor Parnassus) színes brit-francia-kanadai kalandfilm Terry Gilliam rendezésében.

## Cselekmény
Doctor Parnassus egy utazó színház igazgatója, s különös képességgel rendelkezik: irányítani tudja mások képzeletét. Előadásai során vállalkozókedvű nézőket szólít a színpadra, akik csodatükrén keresztül beléphetnek a fantázia birodalmába. Parnassus azonban sötét titkot is őriz: egyezséget kötött az ördögi Mr. Nickkel, aki a megállapodás értelmében a 16. születésnapján megkapja lányát, Valentinát. A lány persze nem tudja, mi vár rá, így megesik, hogy szerelmes lesz egy fiúba, Tony-ba. Parnassus pedig ezt követően egy utolsó alkut köt Mr. Nickkel...

## Szereplők
| Szereplő          | Színész             | Magyar hang        |
| ----------------- | ------------------- | ------------------ |
| Doctor Parnassus  | Christopher Plummer | Bács Ferenc        |
| Tony              | Heath Ledger        | Varga Gábor        |
| Percy             | Verne Troyer        | Szokol Péter       |
| Anton             | Andrew Garfield     | Pálmai Szabolcs    |
| Valentina         | Lily Cole           | Bogdányi Titanilla |
| Mr. Nick          | Tom Waits           | Ujlaki Dénes       |
| Képzeletbeli Tony | Johnny Depp         | Király Attila      |
| Képzeletbeli Tony | Colin Farrell       | Czvetkó Sándor     |
| Képzeletbeli Tony | Jude Law            | Stohl András       |

## Fontosabb díjak és jelölések
BAFTA-díj (2010)
- jelölés: legjobb látványtervezés
- jelölés: legjobb smink és maszk

Oscar-díj (2010)
- jelölés: legjobb jelmeztervezés (Catherine Leterrier)
- jelölés: legjobb látványtervezés (Anastasia Masaro)